# 芦沟龙属
蘆溝龍屬是分類地位有爭議的主龍形下綱動物，生存於早侏羅世辛涅繆爾期至赫塘期，已知的化石包含不完整的頭骨、牙齒、前肢與後腿骨骼，皆發現於中國雲南省中北部的祿豐盆地。蘆溝龍長期被歸類為角鼻龍類或虛骨龍類恐龍，並作為這兩個類群在東亞首批被發表的成員之一，同時也是亞洲已知最早的獸腳類恐龍。但2000年代起，開始有古生物學家注意到蘆溝龍的頭骨缺少獸腳類的若干重要特徵，因而認為蘆溝龍可能不屬於獸腳類，反而更接近非恐龍的偽鱷類。

## 發現歷史

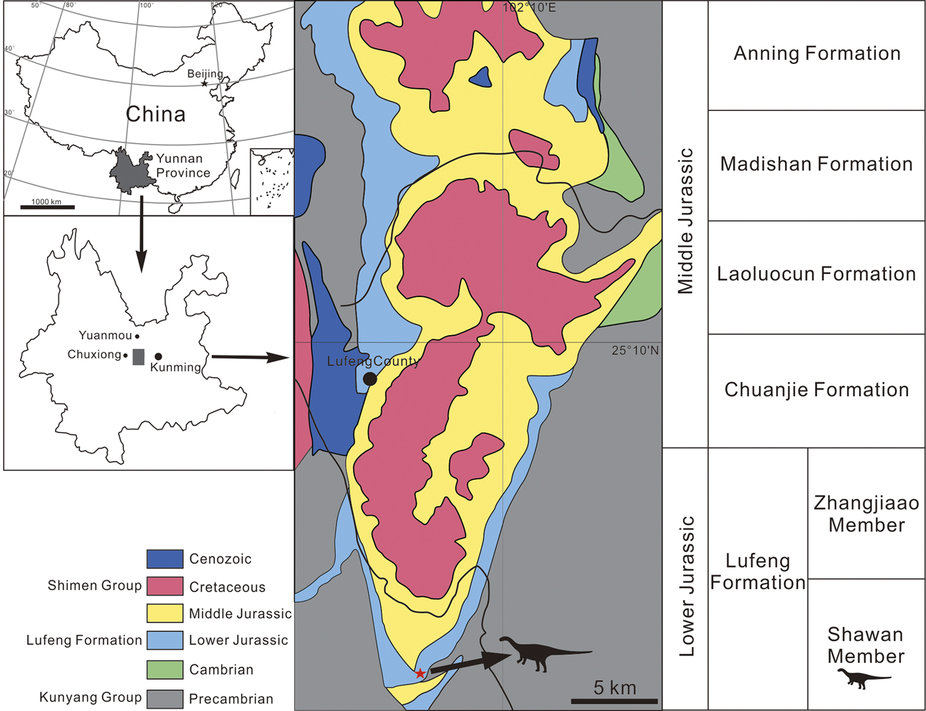
祿豐一帶的地層分布與劃分，蘆溝龍的化石發現地約在圖中黑點（祿豐縣城）東北方2公里處。

蘆溝龍的化石最早於1930年代發現於中國雲南省祿豐縣中部的黃家田（今名張家窪 （页面存档备份，存于）），以及黃家田北北西方向約1公里的大衝，由侏羅紀時期的祿豐組張家坳段地層出土，包含頭骨前部、牙齒與右肱骨的近端，後於1940年由中國古生物學家楊鍾健在一份祿豐古脊椎動物的初步研究報告中將其命名為蘆溝龍。當時隨蘆溝龍一同在祿豐出土的化石尚未整理完畢，因此楊鍾健只有粗略的介紹蘆溝龍的化石，直至1948年，楊鍾健才首次發表蘆溝龍的詳細敘述。因為這個緣故，一些文章或刊物會將蘆溝龍的命名資訊標註為「Young, 1948」，而非「Young, 1940」。
在後續的挖掘工作中，蘆溝龍的右肱骨遠端、部分脛骨與腓骨也在黃家田以西約1公里的沙灣村被發現，屬於年代稍老的祿豐組沙灣段。此外，蘆溝龍的頭骨在附近的另一個村落黑果棚也有紀錄。
蘆溝龍的屬名意為「盧溝蜥蜴」，其「盧溝」並非直指發現地，而是指當時北平城外的盧溝橋。是時中國正值抗日戰爭，許多化石挖掘工作都是在艱困的環境下進行，楊鍾健取戰爭爆發地盧溝橋之名，意在使蘆溝龍成為抗戰艱難時期的象徵。模式種是尹氏蘆溝龍（L. yini），種名係表揚當時帶領研究工作，曾任中央地質調查所副所長的古生物學家尹贊勛。

## 形態描述

### 頭骨
由於盧溝龍的化石都很破碎，因此學界對其所知很有限。現有兩具已被正式描述的不完整頭骨（都只包含前段）都相當小，顱骨較完整的正模標本（中國科學院古脊椎動物與古人類研究所編號V23）保存長度（吻端至眼眶中段）只有大約7公分，顯示盧溝龍的體型不大；但與其他小型獸腳類恐龍相比，盧溝龍的吻部較為寬厚。正模標本的鼻孔很小，直徑只有0.5公分；同時其三角形的眶前孔相對寬大，右側眶前孔寬0.2公分。眼眶外緣前半段相當圓潤。牙列短，牙齒扁平且向後彎曲，後側稜脊帶有細小的鋸齒，此與一般的獸腳類恐龍相同。
發現於黑果棚的頭骨（北平輔仁大學編號CUP 2092，今去向不詳）顯示，蘆溝龍的下頜具有小而位高的下頜孔（mandibular fenestra），前關節骨（prearticular）前端貌似指向前方。此外在這具保存狀況不佳的頭骨中，隅骨較大以至蓋過其上方的上隅骨，甚至到達下頜骨的上緣。

### 體型
古生物學家魯本·莫里納-裴雷茲（Rubén Molina-Pérez）與阿西爾·拉羅曼迪（Asier Larramendi）以盧溝龍的最大個體化石——編號V271的肱骨估算，若蘆溝龍屬於角鼻龍類，其全長將有4公尺，臀高1.2公尺，體重約120公斤。